# Gouvernement Hansson II
Gouvernement du royaume de Suède
Pehrsson-Bramstorp Hansson III
Le gouvernement Hansson II est à la tête du royaume de Suède de 1936 à 1939.

## Histoire
Les élections législatives de 1936 permettent au Parti social-démocrate suédois des travailleurs (SAP) d'asseoir encore davantage sa position dominante, avec 112 sièges au Riksdag. Per Albin Hansson redevient ainsi ministre d'État, quelques semaines après la démission de son premier gouvernement.
Hansson forme un nouveau gouvernement de coalition avec le parti agrarien de la Ligue des fermiers (Bf), qui obtient trois portefeuilles : la Justice, la Défense et l'Agriculture. Le reste du gouvernement est composé de sociaux-démocrates, dont une bonne partie occupaient déjà les mêmes postes dans le premier gouvernement Hansson.
À la suite de l'éclatement de la Seconde Guerre mondiale, le Bf exige la formation d'un gouvernement d'unité nationale. Ce nouveau gouvernement, toujours dirigé par Hansson, entre en fonctions le 13 décembre 1939.

## Composition
| Portefeuille                          | Titulaire | Titulaire | Parti |
| ------------------------------------- | --------- | --- | ----- |
| Premier ministre                      |           | Per Albin Hansson | SAP   |
| Ministre des Finances                 |           | Ernst Wigforss | SAP   |
| Ministre de la Justice                |           | Karl Gustaf Westman | Bf    |
| Ministre des Affaires étrangères      |           | Rickard Sandler | SAP   |
| Ministre de la Défense                |           | Janne Nilsson (jusqu'au 16 décembre 1938) Per Edvin Sköld                                                                               | Bf    |
| Ministre des Affaires sociales        |           | Gustav Möller (jusqu'au 16 décembre 1938) Albert Forslund                                                                               | SAP   |
| Ministre des Communications           |           | Albert Forslund (jusqu'au 16 décembre 1938) Gerhard Strindlund                                                                          | Bf    |
| Ministre des Affaires ecclésiastiques |           | Arthur Engberg | SAP   |
| Ministre de l'Agriculture             |           | Axel Pehrsson-Bramstorp | Bf    |
| Ministre du Commerce extérieur        |           | Per Edvin Sköld (jusqu'au 16 décembre 1938) Gustav Möller                                                                               | SAP   |
| Ministre de l'Économie nationale      |           | Herman Eriksson (à partir du 15 octobre 1939)                                                                                           | SAP   |
| Ministre sans portefeuille            |           | Nils Quensel | Sans  |
| Ministre sans portefeuille            |           | Karl Levinson (jusqu'au 31 août 1938) Herman Eriksson (du 31 août 1938 au 14 octobre 1939) Gunnar Hägglöf (à partir du 14 octobre 1939) | SAP   |
| Ministre sans portefeuille            | Sans      | Karl Levinson (jusqu'au 31 août 1938) Herman Eriksson (du 31 août 1938 au 14 octobre 1939) Gunnar Hägglöf (à partir du 14 octobre 1939) |       |